# 시드니 쇼그라운드 (홈부시베이)

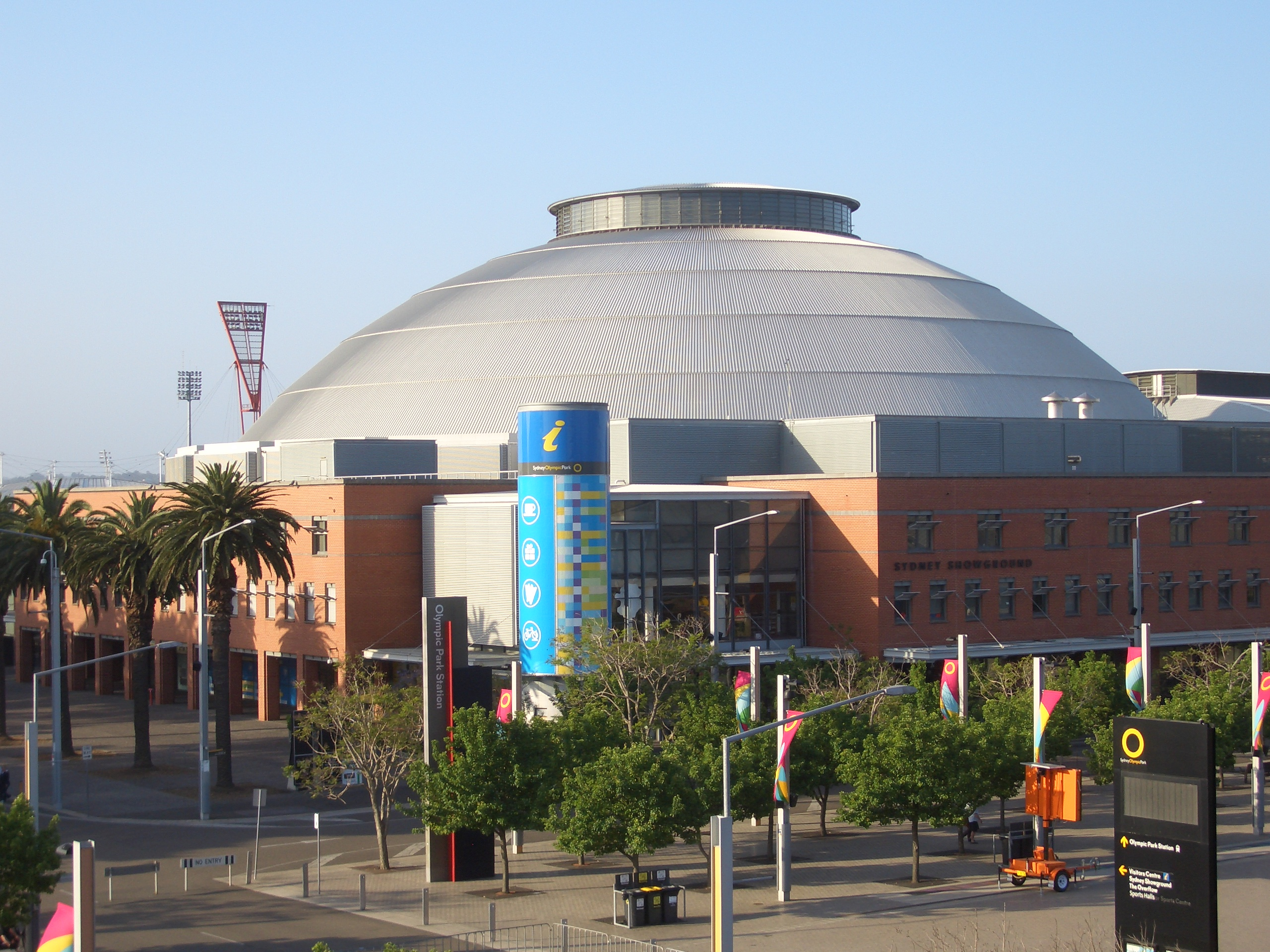
돔

시드니 쇼그라운드(Sydney Showground)는 호주 시드니의 경기장이다. 2000년 시드니 올림픽이 열린 장소이다.